# Conjunto Habitacional IAPI Lagoinha
O Conjunto Habitacional IAPI Lagoinha é um conjunto residencial localizado no bairro de São Cristóvão, na cidade de Belo Horizonte, no Brasil.
O projeto data de 1942, da autoria do arquiteto White Lírio Martins, constituindo um exemplo notável de arquitetura modernista no Brasil, destacando-se o seu caráter asceta, com a supressão de ornamentos e redução de elementos plásticos.. O conjunto constituiu um marco na ocupação da zona da Lagoinha, durante os anos 1940.
O projeto foi desenvolvido pelo Instituto de Aposentadorias e Pensões dos Industriários (IAPI), sob a égide do então prefeito Juscelino Kubitschek, refletindo sua visão modernista para a cidade, e a crescente industrialização da região. O conjunto localiza-se no bairro São Cristóvão, no caminho para o então recém-construído complexo arquitetônico da Pampulha. Atualmente, o conjunto habitacional abriga uma população superior à de 162 municípios do estado de Minas Gerais, tendo sofrido com a deterioração social de sua vizinhança, na região noroeste da capital.
Em 2007, o conjunto foi tombado pelo Conselho Deliberativo do Patrimônio Cultural do município.